# Antonio López de Santa Anna
‎‎Antonio López de Santa Anna, mehiški general in politik, * 21. februar 1794, Xalapa, † 21. junij 1876, Ciudad de México.
Santa Anna je bil sedemkrat predsednik Mehike (1833-1835, 1839, 1841-1842, 1843, 1844, 1847 in 1853-1855).
Med teksaško revolucijo je zmagal v bitki za Alamo, a je bil ujet med bitko za San Jacintu.